# Zelandomyia deviata
Zelandomyia deviata är en tvåvingeart som först beskrevs av Alexander 1922.  Zelandomyia deviata ingår i släktet Zelandomyia och familjen småharkrankar. Inga underarter finns listade i Catalogue of Life.